# Эль-Кардаха (район)
Эль-Кардаха (араб. القرداحة‎) — район (минтака) в составе мухафазы Латакия в Сирии. Административным центром является город Кардаха.

## География
Район находится на юго-востоке мухафазы Латакия. На востоке граничит с мухафазой Хама, на юге с районом Джабла, на западе с районами Джабла и Латакия, а на севере с районом Эль-Хаффа.

## Административное деление
Район разделён на нахии.
| Нахия              | Административный центр | Население (2004 г.), чел. | Карта |
| ------------------ | ---------------------- | ------------------------- | ----- |
| Кардаха            | Кардаха                | 44 510                    |       |
| Харф-эль-Мусайтира | Харф-эль-Мусайтира     | 6 669                     |       |
| Эль-Фахура         | Эль-Фахура             | 18 357                    |       |
| Джаубат-Бургаль    | Джаубат-Бургаль        | 5 743                     |       |